# Aumeville-Lestre
 Aumeville-Lestre  là một xã thuộc tỉnh Manche trong vùng Normandie tây bắc nước Pháp. Xã này nằm ở khu vực có độ cao trung bình 10 mét trên mực nước biển.